# ماردي جرا (سفينة 2020)
ماردي جرا (بالإنجليزية: Mardi Gras) هي السفينة السياحية الأكبر في أسطول شركة كارنيفال للرحلات البحرية. ودخلت في الخدمة في عام 2020.

## نبذة
أعلنت شركة بناء السفن الفنلندية ماير توركو في في 6 سبتمبر 2016 أنها قد قامت بتوقيع مذكرة لاتفاق مع شركة كارنيفال كوربرايشن وذلك لبناء سفينتين سعة 180 ألف طن لصالح كارنيفال للرحلات البحرية، ليتم تسليمهما في عامي 2020 و 2022 على التوالي.
أقيم إحتفال حفل قطع الصلب للسفينة يوم 15 نوفمبر 2018 في حوض ماير توركو للسفن. تم به الكشف عن حُلة هيكل السفينة الجديدة والتي تتميز ببدن يغلب عليه اللون الأزرق مع لمسات باللونين الأحمر والأبيض وهو خروجً عن هياكل الأسطول التي يغلب عليها اللون الأبيض، وذلك في محاولة من كارنيفال لتسويق علامتها التجارية للسوق الأمريكي.تم تعويم ماردي جرا في شهر مايو من عام 2019 ونقلت إلى موضع آخر في حوض بناء السفن لاستكمال تجهيزها. في 28 سبتمبر 2020 أبحرت السفينة في أولى تجاربها البحرية لمدة 10 أيام.
ونتيجة لتأثيرات جائحة فيروس كورونا، تأثر تسليم ماردي جرا نظرا لتوقف البناء في ماير توركو، وبعد تأجيل التسليم إلى أكتوبر 2020،  سلم ماير توركو السفينة إلى كرنفال في 18 ديسمبر 2020. في 16 مايو 2021، أعلنت رئيسة شركة كرنفال كريستين أن ملكة جمال جمهورية الدومينيكان 2020 كيمبرلي خيمينيز ستقوم بتعميد السفينة عند ترسيمها لأول مرة. في اليوم التالي أعلنت الشركة أن السفينة ستبدأ العمل تحت علم جزر البهاما بدلا من سجلها في بنما.
يبلغ حجم ماردي جرا 181,808 طنًا وتسع 6500 راكبًا وما يقرب من 2000 فردا من أفراد الطاقم. تم تقسيم السفينة إلى ست مناطق ذات طابع خاص لإستضافة الأنشطة والفعاليات وتضم أيضًا العديد من المطاعم ومنافذ التسوق. على الطوابق العلوية لها، تستضيف ماردي جرا منطقة «التميت بلاي جراوند»، حيث تم تركيب أول أفعوانية على ظهر سفينة سياحية في العالم وأطلق عليها اسم «بولت». وتنطلق الرحلة في عربات ذاتية الدفع تسير على مسار بطول 800 قدم ويمكن أن تصل سرعتها إلى 64 كيلومتر في الساعة. إلى جانب حديقة مائية كبيرة ومركز رياضي.
يتم تشغيل السفينة بالغاز الطبيعي المسال،  مما يجعلها أول سفن تعمل بالغاز الطبيعي المسال في أمريكا الشمالية. استجابة من الشركة لمطالب المجموعات البيئية والاتحاد الأوروبي للحد من غازات الاحتباس الحراري والانبعاثات الأخرى.